# Beast and the Harlot
Beast and the Harlot is een single van de Amerikaanse band Avenged Sevenfold die afkomstig is van hun derde album City of Evil. Het nummer bracht het tot de 19e plaats van de U.S. Mainstream Rock-hitlijst en de 44e plaats van de UK Singles Chart.
Het nummer zelf gaat over de Val van Babylon uit Openbaring 17. De tekst "Seven headed beast, ten horns raise from his head" komt uit Openbaring 13:1 en 17:3. De "harlot" in het nummer vertegenwoordigt de hoer van Babylon. Op Avenged Sevenfolds dvd All Excess vertelt de regisseur van de videoclip dat M. Shadows met dit nummer Babylon vergelijkt met Hollywood, waarin bijvoorbeeld jonge, onschuldige jongens worden misleid.
Het nummer bevat M. Shadows' nieuwe vorm van zingen zonder hardcorescreams (afgezien van de harde scream in de intro). Daarnaast heeft het nummer een traditioneel metalgeluid met zware en snelle riffs en is het anders opgebouwd dan de meeste nummers, want de solo komt meteen na het eerste refrein, in plaats van na het tweede.
Het gitaartijdschrift Total Guitar verkoos de standaardriff van het nummer tot de op 13 na beste riff ooit.
Het nummer is te vinden op de soundtrack van de videospellen Burnout Revenge, Guitar Hero II, Guitar Hero Greatest Hits en Rock Band 3.